# 천안쌍용중학교
천안쌍용중학교(天安雙龍中學校)는 대한민국 충청남도 천안시 서북구 쌍용동에 있는 공립 중학교이다.

## 학교 연혁
- 1996년 2월 28일 : 천안쌍용중학교 설립인가
- 1998년 3월 5일 : 개교 원년 제1학년 입학식(8학급 384명)
- 1998년 5월 25일 : 현 교사(校舍)로 이전
- 1998년 6월 22일 : 개교식
- 2025년 1월 6일 : 제24회 졸업식(11학급 326명)
- 2025년 3월 1일 : 제13대 성부경 교장 부임
- 2025년 3월 4일 : 제28회 입학식(11학급 352명)

## 참고 자료
- 천안쌍용중학교 - 한국교육학술정보원 학교알리미